# Corobănești, Vaslui
Corobănești este un sat în comuna Voinești din județul Vaslui, Moldova, România. Se află în partea de vest a județului,  în Colinele Tutovei. La recensământul din 2002 avea o populație de 33 locuitori.